# Ахиллас
Ахиллас или Ахилла (ум. 47 год до н. э.) — египетский военный деятель, приближённый царя Птолемея XIII. Убийца Гнея Помпея Великого.

## Биография
В правление малолетнего египетского царя Птолемея XIII был одним из его советников. В 48 году до н. э. в Египет бежал Гней Помпей Великий, который направил Птолемею XIII письмо с просьбой о помощи. Согласно Плутарху, советники царя евнух Потин и учитель риторики Теодат вместе с Ахиллой на совете решили убить Помпея. Теодат объяснил это тем, что убийство Помпея окажет услугу его врагу Юлию Цезарю.
Убийство Помпея было поручено Ахилле. Ахилла вместе с бывшим военным трибуном Луцием Септимием и центурионом Сальвием, служившими под командованием Помпея, в сопровождении слуг направились в гавань. Ахилла поприветствовал Помпея на греческом языке и пригласил сойти в лодку. Когда лодка приблизилась к берегу, Помпей встал, но Септимий, Ахилла и Сальвий нанесли ему удары мечами и убили его.
Прибывший в Египет Юлий Цезарь неодобрительно отнёсся к убийству Помпея, что обеспокоило Потина и Теодота. Позже Потин был казнён по обвинению в заговоре против Цезаря. Ахилла сумел бежать из дворца в  Александрии и присоединился к войску. Ахилла возглавил армию, силы которой составили 20 000 пехотинцев и 2 000 кавалерии. Он повёл армию на Александрию, но Цезарь, не имевший достаточно сил для сопротивления, отправил к нему на переговоры послов. 
Ахилла приказал убить послов и продолжил путь на Александрию. Вступив в город, он овладел большей его частью. В лагерь Ахиллы бежала царевна Арсиноя со своим наставником, евнухом Ганимедом. После ссоры Ганимеда и Ахиллы, Ахилла был казнён по приказы Арсинои IV.

## В кинематографе
В эпическом фильме «Клеопатра» роль Ахиллы исполнил известный американский актёр Джон Дусетт